# Omar El Kaddouri
Omar El Kaddouri (Brüsszel, Belgium, 1990. augusztus 21. –) marokkói–belga labdarúgó, a marokkói válogatott középpályása.

## Pályafutása

### A válogatottban
Kezdetben a belga U19-es és a belga U21-es válogatott tagja volt. Első gólját 2011. november 14-én szerezte Anglia ellen a 2013-as U21-es labdarúgó-Európa-bajnokság selejtezőjének egyik mérkőzésén.
2012 júliusában részt vett a londoni olimpiai játékokon Marokkó képviseletében, ekkor kétszer lépett pályára.
Ezt követően a  marokkói válogatottban játszott, ahol 2013. augusztus 14-én mutatkozott be a Burkina Faso elleni barátságos mérkőzésen. Első gólját 2014. május 23-án szerezte egy Mozambik elleni 4–0-s barátságos mérkőzésen.

## Statisztika

### A válogatottban
| Válogatott | Év       | Mérk. | Gólok |
| ---------- | -------- | ----- | ----- |
| Marokkó    | 2013     | 3     | 0     |
| Marokkó    | 2014     | 8     | 3     |
| Marokkó    | 2015     | 7     | 2     |
| Marokkó    | 2016     | 5     | 0     |
| Marokkó    | 2017     | 4     | 0     |
| Marokkó    | 2018     | 0     | 0     |
| Marokkó    | 2019     | 1     | 0     |
| Marokkó    | 2020     | 2     | 0     |
| Összesen   | Összesen | 30    | 5     |

## Sikerei, díjai
PAÓK
- Görög bajnokság (1): 2018–19
- Görög kupa (3): 2017–18, 2018–19, 2020–21[3]